# Charles Calvert (3. baron Baltimore)
Charles Calvert 3. baron Baltimore, (ur. 27 sierpnia 1637, zm. 21 lutego 1715 w Londynie) – angielski kolonizator, właściciel i gubernator prowincji Maryland.